# Lipnica Dolna (Basses-Carpates)
Pour l’article homonyme, voir Lipnica Dolna (Petite-Pologne).
Lipnica Dolna est une localité polonaise de la gmina de Brzyska, située dans le powiat de Jasło en voïvodie des Basses-Carpates.